# Онищенки (Кременчуцький район)
Они́щенки — село в Україні, в Омельницькій сільській громаді Кременчуцького району Полтавської області. Населення становить 55 осіб.

## Географія
Село Онищенки перебуває на правому березі річки Псел, вище за течією на відстані 1 км розташоване село Романки, нижче за течією примикає село Щербаки, на протилежному березі — село Кузьменки. Річка в цьому місці звивиста, утворює лимани, стариці та заболочені озера.